# Eberhard Weber (Musiker)/Diskografie

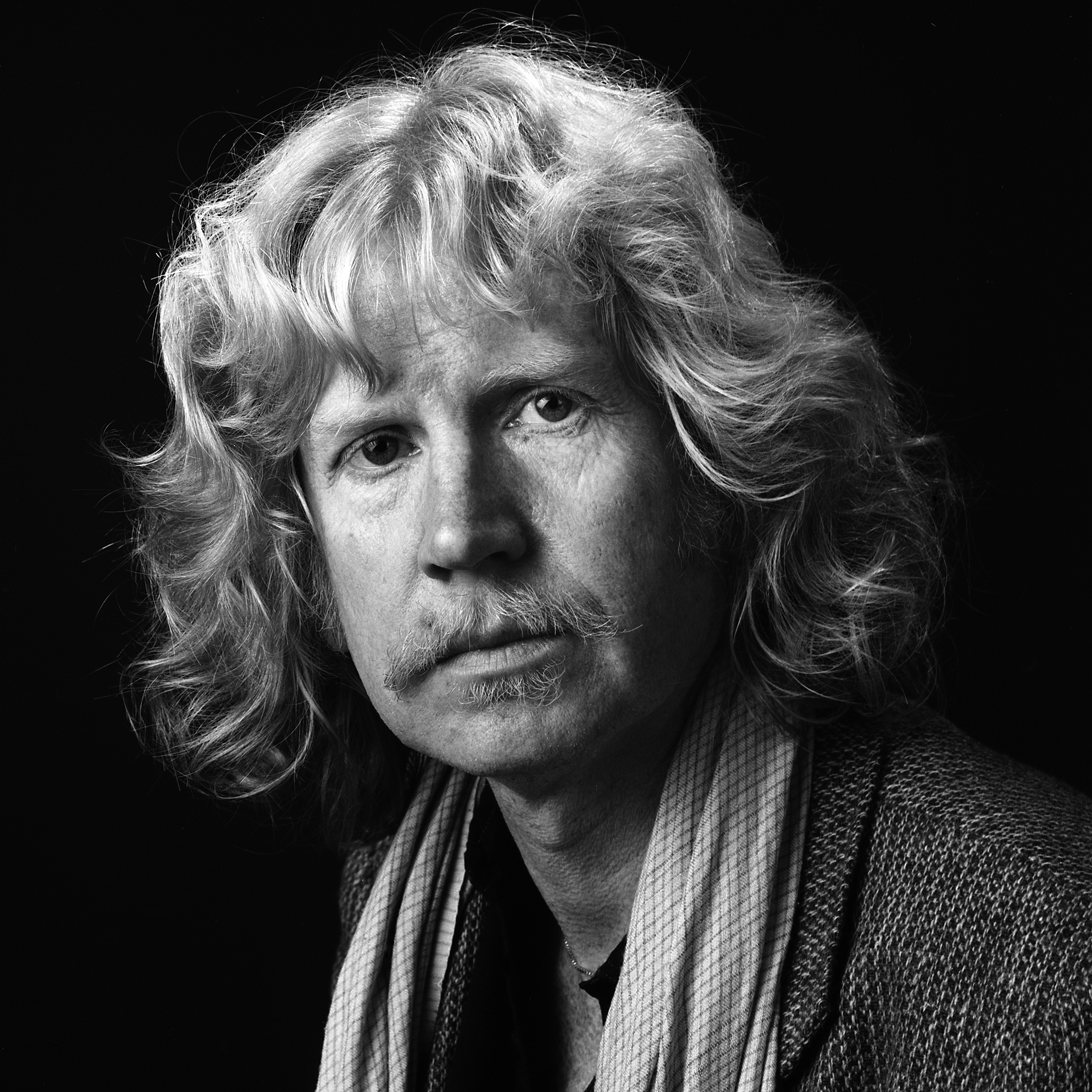
Eberhard Weber (1987) – Porträt von Gert Chesi

Diese Diskografie ist eine Übersicht über die veröffentlichten Tonträger des deutschen Jazz-Bassisten und -komponisten Eberhard Weber. Sie umfasst die Aufnahmen unter eigenem Namen (Abschnitt 1), die Aufnahmen als Gastmusiker oder Bandmitglied (Abschnitt 2), Kompilationen (Abschnitt 3) und Alben zu Ehren des Musikers (Abschnitt 4).

## Aufnahmen unter eigenem Namen
| Album                                    | Musiklabel | Auf- nahme | Veröffent-lichung | Besetzung |
| ---------------------------------------- | ---------- | ---------- | ----------------- | --- |
| The Colours of Chloë                     | ECM        | 1973       | 1974              | Rainer Brüninghaus – Piano, Synthesizer; Eberhard Weber – Bass, Cello, Okarina, Gesang; Peter Giger – Schlagzeug; Ralf Hübner – Schlagzeug; Ack van Rooyen – Flügelhorn; Gisela Schäuble, Gesang; Cellisten des Südfunkorchesters Stuttgart                       |
| Yellow Fields                            | ECM        | 1975       | 1976              | Charlie Mariano – Sopransaxophon, Shehnai, Nagaswaram; Rainer Brüninghaus – Keyboards; Eberhard Weber – Bass; Jon Christensen – Schlagzeug |
| The Following Morning                    | ECM        | 1976       | 1977              | Rainer Brüninghaus – Piano, elektrisches Piano; Eberhard Weber – Bass; Mitglieder des Philharmonischen Orchesters Oslo – Celli, Waldhörner, Oboe |
| Eberhard Weber Colours: Silent Feet      | ECM        | 1977       | 1977              | Charlie Mariano – Sopransaxophon, Flöten; Rainer Brüninghaus – Piano, Synthesizer; Eberhard Weber – Bass; John Marshall – Schlagzeug |
| Fluid Rustle                             | ECM        | 1979       | 1979              | Bonnie Herman, Norma Winstone – Gesang; Bill Frisell – Gitarre, Balalaika; Gary Burton – Vibraharp, Marimba; Eberhard Weber – Bass, Tarang |
| Eberhard Weber Colours: Little Movements | ECM        | 1980       | 1980              | Charlie Mariano – Sopransaxophon, Flöten; Rainer Brüninghaus – Piano, Synthesizer; Eberhard Weber – Bass; John Marshall – Schlagzeug |
| Later That Evening                       | ECM        | 1982       | 1982              | Paul McCandless – Sopransaxophon, Oboe, Englischhorn, Bassklarinette; Bill Frisell – Gitarre; Lyle Mays – Piano; Eberhard Weber – Bass; Michael DiPasqua – Schlagzeug                                                                                             |
| Chorus                                   | ECM        | 1984       | 1985              | Jan Garbarek – Sopran- und Tenorsaxophon; Eberhard Weber – Bass, Synthesizer; Ralf-R. Hübner – Schlagzeug; Manfred Hoffbauer, Klarinette, Flöte; Martin Künstner – Oboe, Englischhorn                                                                             |
| Orchestra                                | ECM        | 1988       | 1988              | Herbert Joos, Anton Jillich – Flügelhorn; Wolfgang Czelusta, Andreas Richter – Posaune; Winfried Rapp – Bassposaune; Rudolf Diebetsberger, Thomas Hauschild – Waldhorn; Franz Stagl – Tuba; Eberhard Weber – Bass, Percussion, Keyboards                          |
| Pendulum                                 | ECM        | 1993       | 1993              | Eberhard Weber – Bass |
| Endless Days                             | ECM        | 2000       | 2001              | Paul McCandless – Oboe, Englischhorn, Bassklarinette, Sopransaxophon; Rainer Brüninghaus – Piano, Keyboards; Eberhard Weber – Bass; Michael DiPasqua – Schlagzeug                                                                                                 |
| Stages of a Long Journey                 | ECM        | 2005       | 2007              | Jan Garbarek – Sopran- und Tenorsaxophon; Gary Burton – Vibraphon; Rainer Brüninghaus – Piano; Eberhard Weber – Bass; Marilyn Mazur – Perkussion; SWR Radio-Sinfonieorchester; Roland Kluttig – Dirigent; Wolfgang Dauner – Piano; Reto Weber – Hang (Perkussion) |
| Résumé                                   | ECM        | 1990–2007  | 2012              | Eberhard Weber – Bass, Keyboards sowie Michael DiPasqua – Schlagzeug, Perkussion; Jan Garbarek – Sopransaxophon, Tenorsaxophon, Flöte, Seljefløyte |
| Encore                                   | ECM        | 1990–2007  | 2015              | Eberhard Weber – Bass, Keyboards; Ack van Rooyen – Flügelhorn |
| Once Upon a Time (Live in Avignon)       | ECM        | 1994       | 2021              | Eberhard Weber – Bass; Mitschnitt eines Solokonzerts vom „Festival International de Contrebass“, 9. August 1994 |

## Aufnahmen als Gastmusiker oder Bandmitglied
| Formation/ Künstler                                         | Album                                                | Musiklabel           | Auf- nahme | Veröffent-lichung | Besetzung / Anmerkungen |
| ----------------------------------------------------------- | ---------------------------------------------------- | -------------------- | ---------- | ----------------- | --- |
| Modern Jazz Crew                                            | Swinging Enterprise                                  | Jazzpoint            | 1962–1964  |                   | Wolfgang Trattner, Günther Ehrig – Trompete; Dave Wolpe, Sepp Guntner – Posaune; Wolfgang Lohnert – Waldhorn; Fritz Dautel, – Tenorsaxophon; Walter Huber – Baritonsaxophon; Thilo Kalke – Piano; Eberhard Weber – Bass; Roland Wittich – Schlagzeug |
| Joki Freund Sextet                                          | Yogi Jazz                                            | CBS Records          | 1963       | 1963              | Emil Mangelsdorff – Altsaxophon, Flöte; Joki Freund – Tenor- und Sopransaxophon; Wolfgang Dauner – Piano; Eberhard Weber, Karl Theodor Geier – Bass; Peter Baumeister – Schlagzeug |
| Wolfgang Dauner Quartet                                     | Piano x 4                                            | Saba                 | 1963–1964  | 1964              | Joki Freund – Altsaxophon; Wolfgang Dauner – Piano; Eberhard Weber – Bass; Charly Antolini – Schlagzeug (nur drei Titel der A-Seite) |
| Wolfgang Dauner Trio                                        | Dream Talk                                           | CBS Records          | 1964       | 1964              | Wolfgang Dauner – Piano; Eberhard Weber – Bass; Fred Braceful – Schlagzeug |
| Wolfgang Dauner Trio                                        | Klavier Feuer                                        | CBS Records          | 1967       | 1967              | Wolfgang Dauner – Piano; Eberhard Weber – Bass; Pierre Favre – Schlagzeug |
| Wolfgang Dauner                                             | Free Action                                          | Saba                 | 1967       | 1967              | Gerd Dudek – Tenorsaxophon, Klarinette; Jean-Luc Ponty – Violine; Wolfgang Dauner – Piano; Eberhard Weber – Cello; Jürgen Karg – Bass; Mani Neumeier – Schlagzeug, Tabla; Fred Braceful – Schlagzeug |
| Verschiedene                                                | Norddeutscher Rundfunk – Die Jazz-Werkstatt ’67      | NDR                  | 1967       | 1967              | Eberhard Weber ist nur beim Titel Sketch Up And Downer der Wolfgang Dauner Group zu hören mit: Gerd Dudek – Tenorsaxophon; Jean-Luc Ponty – Violine; Wolfgang Dauner – Orgel; Eberhard Weber – Bass; Fred Braceful – Schlagzeug |
| George Gruntz                                               | Noon in Tunisia                                      | Saba                 | 1967       | 1967              | Sahib Shihab – Sopransaxophon, Flöte, Tamburin; Jean-Luc Ponty – Violine; George Gruntz – Piano; Eberhard Weber – Bass; Daniel Humair – Schlagzeug; Salah El Mahdi – Nay, Darbuka, Bendir; Jelloul Osman – Mezwed, Bendir, Tabla; Moktar Slama – Zoukra, Bendir; Hattab Jouini – Tabla, Darbuka, Bendir |
| Joki Freund Quintett / Harald Leipnitz                      | Amerika (Europa?) Ich rede Dich an!                  | Electrola            | 1967       | 1967              | Harald Leipnitz – Vortrag; Emil Mangelsdorff – Altsaxophon, Flöte, Klarinette; Joki Freund – Tenor- und Sopransaxophon; Wolfgang Dauner – Piano; Eberhard Weber – Bass; Peter Baumeister – Schlagzeug |
| Hampton Hawes                                               | Hamp’s Piano                                         | Saba                 | 1967       | 1969              | Hampton Hawes – Piano; Eberhard Weber – Bass; Klaus Weiss – Schlagzeug |
| Baden Powell                                                | Poema on Guitar                                      | Saba                 | 1967       | 1967              | Baden Powell – Gitarre; Eberhard Weber – Bass; Charly Antolini – Schlagzeug; Sidney Smith – Flöte (auf vier Titeln) |
| Dieter Reith                                                | Open Drive                                           | Center               | 1968       | 1968              | Heinz Kitschenberg – Gitarre; Dieter Reith – Orgel; Eberhard Weber – Bass; Roland Wittich – Schlagzeug |
| George Gruntz                                               | St. Peter Power                                      | MPS Records          | 1968       | 1968              | George Gruntz – Kirchenorgel; Eberhard Weber – Bass; Daniel Humair – Schlagzeug |
| Fred Van Hove/ Wolfgang Dauner                              | Requiem for Che Guevara                              | MPS Records          | 1968       | 1969              | Eberhard Weber ist bei dem Titel Psalmus Spei for Choir and Jazz Group zu hören mit: Manfred Schoof – Trompete; Gerd Dudek – Tenorsaxophon; Wolfgang Dauner – Orgel, Electra Melodica; Eberhard Weber – Cello; Jürgen Karg – Bass; Fred Braceful – Schlagzeug; Chor der Kantorei an St. Martin; Klaus Martin Ziegler – Dirigent |
| Lucky Thompson                                              | A Lucky Songbook in Europe                           | MPS Records          | 1969       | 1969              | Lucky Thompson – Tenor- und Sopransaxophon; René Thomas – Gitarre; Fats Sadi – Vibraphon, Bongos, Congas; Ingfried Hoffmann – Orgel; Eberhard Weber – Bass; Stu Martin – Schlagzeug |
| Wolfgang Dauner/ Eberhard Weber/ Jürgen Karg/ Fred Braceful | Für...                                               | Calig                | 1969       | 1969              | Wolfgang Dauner – Piano, Gesang, Posaune, Orgel, Violine, Electra Melodica, Perkussion; Eberhard Weber – Cello, Bass, Gesang; Jürgen Karg – Bass, Gesang; Fred Braceful – Schlagzeug, Gesang |
| Wolfgang Dauner Quintet                                     | The Oimels                                           | MPS Records          | 1969       | 1969              | Pierre Cavalli – Gitarre; Siegfried Schwab – Gitarre, Sitar; Wolfgang Dauner – Piano, Orgel, Gesang; Eberhard Weber – Bass, Cello, Gesang; Roland Wittich – Schlagzeug, Gesang |
| Wolfgang Dauner/ Reinhold Finkbeiner                        | Musica Sacra Nova II                                 | Schwann              | 1969       | 1970              | Eberhard Weber ist bei dem Titel Beobachtungen für Stimmen und Instrumente von Wolfgang Dauner zu hören mit: Albert Mangelsdorff – Posaune; Wolfgang Dauner – Piano, Electronische Instrumente; Eberhard Weber – Cello, Bass; Fred Braceful – Perkussion; Vocal Ensemble Kassel dirigiert von Klaus Martin Siegler |
| Wolfgang Dauner Group                                       | Rischkas Soul                                        | Brain                | 1969       | 1970              | Siegfried Schwab – Gitarre; Wolfgang Dauner – Piano, Orgel, Flöte; Eberhard Weber – Bass, Cello; Roland Wittich, Fred Braceful – Schlagzeug |
| Wolfgang Dauner Trio                                        | Music Zounds                                         | MPS Records          | 1970       | 1970              | Wolfgang Dauner – Piano; Eberhard Weber – Bass; Roland Wittich – Schlagzeug |
| Art van Damme                                               | Blue World                                           | MPS Records          | 1970       |                   | Joe Pass – Gitarre; Heribert Thusek – Vibraphon; Art van Damme – Akkordeon; Eberhard Weber – Bass; Kenny Clare – Schlagzeug |
| Art van Damme                                               | Keep Going                                           | MPS Records          | 1970       |                   | Joe Pass – Gitarre; Heribert Thusek – Vibraphon; Art van Damme – Akkordeon; Eberhard Weber – Bass; Kenny Clare – Schlagzeug |
| Joe Pass                                                    | Intercontinental                                     | MPS Records          | 1970       |                   | Joe Pass – Gitarre; Eberhard Weber – Bass; Kenny Clare – Schlagzeug |
| Verschiedene                                                | Internationales New Jazz Meeting auf Burg Altena     | JG                   | 1970       |                   | Wolfgang Dauner – Piano, elektrisches Piano; Eberhard Weber – Bass; Fred Braceful – Schlagzeug |
| Knut Kiesewetter                                            | Stop! Watch! And Listen!                             | MPS Records          | 1970       |                   | Knut Kiesewetter – Gesang; Ack van Rooyen – Trompete, Flügelhorn; Leo Wright – Altsaxophon, Flöte; Gerd Dudek – Tenorsaxophon; Heinz Kitschenberg – Gitarre; Dieter Reith – Orgel; Eberhard Weber – Bass; Kenny Clare – Schlagzeug |
| Verschiedene                                                | Jazz Festival in Zurich                              | MPS Records / BASF   |            |                   | Eberhard Weber ist bei dem Titel Bunauara der George Gruntz Dream Group zu hören mit: Franco Ambrosetti – Trompete; Dexter Gordon – Tenorsaxophon; Michel Portal – Bassklarinette, Tarogato; George Gruntz – Piano; Eberhard Weber, Beb Guerin – Bass; Tony Oxley, Pierre Favre – Schlagzeug |
| Wolfgang Dauner                                             | Output                                               | ECM                  | 1970       |                   | Wolfgang Dauner – Piano, Clavinet; Eberhard Weber – Bass, Cello; Fred Braceful – Schlagzeug |
| Et Cetera                                                   | Lady Blue                                            | Global               | 1970       |                   | Siegfried Schwab – Gitarren, Swarmandal, Sitar, Tarang, Laute, Veena, Sarangi, Tambura, Psalterium, Flöten, Balafon, Lamellophon; Wolfgang Dauner – Synthesizer, Piano, Clavinet, Clavichord, Perkussion, Trompete, Flöten; Eberhard Weber – Bass, Cello; Roland Wittich – Schlagzeug, Perkussion; Fred Braceful – Schlagzeug, Perkussion, Gesang (bei einem Titel) |
| Michael Naura Quartet                                       | Call                                                 | MPS Records / BASF   | 1970       |                   | Wolfgang Schlüter – Vibraphon; Michael Naura – elektrisches Piano; Eberhard Weber – Bass; Joe Nay – Schlagzeug |
| Mal Waldron                                                 | The Call                                             | Japo Records         | 1971       | 1971              | Mal Waldron – elektrisches Piano; Jimmy Jackson – Orgel; Eberhard Weber – Bass; Fred Braceful – Schlagzeug |
| Stephane Grappelli                                          | Afternoon in Paris                                   | MPS Records / BASF   | 1971       |                   | Stephane Grappelli – Violine; Marc Hemmeler – Piano; Eberhard Weber – Bass; Kenny Clare – Schlagzeug |
| Rolf Kühn Jazzgroup                                         | Devil in Paradise                                    | MPS Records / BASF   | 1971       |                   | Albert Mangelsdorff – Posaune; Rolf Kühn – Klarinette; Alan Skidmore – Tenorsaxophon; Joachim Kühn – Piano; Wolfgang Dauner – elektrisches Piano; Eberhard Weber – Bass; Tony Oxley – Schlagzeug |
| Verschiedene                                                | Norddeutscher Rundfunk – Jazzworkshop 1971           | NDR                  | 1971       |                   | Eberhard Weber ist beim Titel Blues in Latin von Peter Herbolzheimer zu hören mit: Art Farmer – Flügelhorn; Ack van Rooyen, Palle Mikkelborg, Rick Kiefer – Trompete; Jiggs Whigham, Peter Herbolzheimer, Rudi Fuesers – Posaune; Herb Geller – Altsaxophon; Dieter Reith – Orgel; Eberhard Weber, Niels-Henning Ørsted Pedersen – Bass; Tony Inzalaco – Schlagzeug; Joe Harris – Timbales; Horst Mühlbradt – Congas |
| Baden Powell                                                | Solitude on Guitar                                   | CBS Records          | 1971       | 1973              | Baden Powell – Gitarre; Eberhard Weber – Bass (nur auf zwei Titeln); Joaquim Paes Henriques – Schlagzeug |
| Baden Powell                                                | Grandezza on Guitar                                  | CBS Records          | 1971       | 1974              | Herb Geller – Flöte, Altflöte; Baden Powell – Gitarre, Gesang; Eberhard Weber – Bass; Joaquim Paes Henriques – Schlagzeug |
| Volker Kriegel                                              | Inside: Missing Link                                 | MPS Records          | 1972       |                   | Albert Mangelsdorff – Posaune; Alan Skidmore, Sopran- und Tenorsaxophon; Heinz Sauer – Tenorsaxophon; Volker Kriegel – Gitarren; John Taylor – elektrisches Piano; Eberhard Weber – Bass, Bassgitarre; John Marshall bzw. Peter Baumeister – Schlagzeug; Cees See – Perkussion |
| The New Dave Pike Set & Grupo Baiafro in Bahia              | Salomão                                              | MPS Records / BASF   | 1972       |                   | Volker Kriegel – Gitarre; Dave Pike – Vibraphon; Eberhard Weber – Bass; Marc Hellman – Schlagzeug; Djalma Correa, Edson Emeterio de Sant’ana, Onias Carmadelli – Perkussion |
| Michael Naura Quartet                                       | Rainbow Runner                                       | Spiegelei            | 1973       |                   | Wolfgang Schlüter – Vibraphon; Michael Naura – elektrisches Piano; Eberhard Weber – Bass; Joe Nay – Schlagzeug |
| Verschiedene                                                | Norddeutscher Rundfunk – Jazzworkshop ’73            | NDR                  | 1973       |                   | Eberhard Weber ist bei seinem Titel Electric Blue zu hören mit: Stan Sulzmann – Sopransaxophon; Zbigniew Seifert – Violine; Peter Warren – Cello; Volker Kriegel – Gitarre; John Taylor – elektrisches Piano; Eberhard Weber – Bass; Joe Nay – Schlagzeug; Peter Giger – Perkussion |
| Volker Kriegel                                              | Lift!                                                | MPS Records / BASF   | 1973       |                   | Stan Sulzmann – Sopransaxophon, Flöte; Zbigniew Seifert – elektrische Violine; Volker Kriegel – Gitarre; John Taylor – elektrisches Piano; Eberhard Weber – Bass, Cello, Bassgitarre, Okarina, Piano; John Marshall – Schlagzeug; Cees See – Perkussion; Almuth Schröder – Cello |
| Verschiedene                                                | Heidelberger Jazztage ’73 Live!                      | MPS Records / BASF   | 1973       |                   | Eberhard Weber ist beim Titel Lastic Plemon von Volker Kriegel zu hören mit Volker Kriegels Spectrum: Volker Kriegel – Gitarre; Rainer Brüninghaus – elektrisches Piano; Eberhard Weber – Bass; Joe Nay – Schlagzeug |
| Jazzensemble des Hessischen Rundfunks                       | Atmospheric Conditions Permitting                    | ECM                  | 1973       |                   | Eberhard Weber ist beim Titel Incantation for an Alto Player von Joki Freund zu hören mit: Albert Mangelsdorff – Posaune; Emil Mangelsdorff – Flöte; Günter Kronberg – Altsaxophon; Heinz Sauer, Joki Freund – Tenorsaxophon; Volker Kriegel – Gitarre; Rainer Brüninghaus – elektrisches Piano; Eberhard Weber – Bass; Ralf-R. Hübner – Schlagzeug |
| The Singers Unlimited with Art van Damme                    | Invitation                                           | MPS Records / BASF   | 1973       |                   | Gene Puerling, Don Shelton, Len Dresslar, Bonnie Herman – Gesang; Sigi Schwab – Gitarre; Heribert Thusek – Vibraphon; Art van Damme – Akkordeon; Eberhard Weber – Bass; Charly Antolini – Schlagzeug |
| Art van Damme                                               | With Strings                                         | MPS Records          | 1973       |                   | Sigi Schwab – Gitarre; Heribert Thusek – Vibraphon; Art van Damme – Akkordeon; Eberhard Weber – Bass; Charly Antolini – Schlagzeug; String Section |
| Helge Hurum                                                 | Spectre – The Unreleased Works 1971–1982             | Plastic Strip        | 1973       |                   | Eberhard Weber ist beim Titel Incantation This Time Oslo von Helge Hurum zu hören mit: EBU Big Band mit den Solisten Christian Beck – Trompete; Frode Thingnæs – Posaune; Erik Andresen – Altsaxophon; Bjørn Johansen – Tenorsaxophon; Eberhard Weber – Bass |
| Claus Cornell/ Open Music Group                             | Circle of Dreams                                     | Hallelujah           | 1974       |                   | Claus Cornell – Dirigent; Open Music Group (Anna-Marie Sommer – Flöte; Hanspeter Zehnder – Posaune; Urs Frauchiger – Cello; Willy Bischof – Keyboards; Urs Herdi, Hanspeter Völkle – Perkussion); Volker Kriegel – Gitarre; Eberhard Weber – Bass; Peter Giger – Schlagzeug; Chor des Municipal Literargymnasium Bern-Neufeld, dirigiert von Adolf Burkhardt |
| Volker Kriegel & Spectrum                                   | Mild Maniac                                          | MPS Records / BASF   | 1974       |                   | Volker Kriegel – Gitarre, Bassgitarre; Rainer Brüninghaus – Keyboards; Eberhard Weber – Bass, Cello, Bassgitarre; Joe Nay – Schlagzeug; Peter Giger – Perkussion |
| Gary Burton Quintet with Eberhard Weber                     | Ring                                                 | ECM                  | 1974       | 1974              | Mick Goodrick, Pat Metheny – Gitarre; Gary Burton – Vibraphon; Steve Swallow – Bassgitarre; Eberhard Weber – Bass; Bob Moses – Schlagzeug |
| Michael Naura                                               | Vanessa                                              | ECM                  | 1974       |                   | Wolfgang Schlüter – Vibraphon, Marimba; Michael Naura – elektrisches Piano; Eberhard Weber – Bass; Joe Nay – Schlagzeug; Klaus Thunemann – Fagott |
| Ernest Ranglin                                              | Ranglypso                                            | MPS Records / BASF   | 1974       |                   | Ernest Ranglin – Gitarre; Monty Alexander – Piano; Eberhard Weber – Bass; Kenny Clare – Schlagzeug |
| Monty Alexander                                             | Love and Sunshine                                    | MPS Records / BASF   | 1974       |                   | Ernest Ranglin – Gitarre; Monty Alexander – Piano; Eberhard Weber – Bass; Kenny Clare – Schlagzeug |
| Monty Alexander                                             | Unlimited Love                                       | MPS Records / BASF   | 1974       |                   | Ernest Ranglin – Gitarre; Monty Alexander – Piano; Eberhard Weber – Bass; Kenny Clare – Schlagzeug |
| Ralph Towner                                                | Solstice                                             | ECM                  | 1974       | 1977              | Jan Garbarek – Tenor- und Sopransaxophon, Flöte; Ralph Towner – Gitarre, Piano; Eberhard Weber – Bass, Cello; Jon Christensen – Schlagzeug |
| Horst Jankowski & Quartet                                   | Sunshine of My Life                                  | Intercord            | 1975       |                   | Pierre Cavalli – Gitarre; Horst Jankowski – Piano; Dieter Reith – elektrisches Piano, Synthesizer; Eberhard Weber – Bass; Ronnie Stevenson – Schlagzeug |
| Verschiedene                                                | New Jazz Festival Hamburg ’75                        | Polydor              | 1975       |                   | Eberhard Weber ist beim Titel Appellation von Weber/Brüninghaus zu hören mit Eberhard Weber Colours: Charlie Mariano – Sopransaxophon, Flöte; Rainer Brüninghaus – Keyboards; Eberhard Weber – Bass; Jon Christensen – Schlagzeug |
| Dieter Süverkrüp/Wolfgang Dauner                            | Das Auto Blubberbumm: Ein Musical für Kinder         | Pläne                | 1976       |                   | Ack van Rooyen – Trompete; Albert Mangelsdorff – Posaune; Volker Kriegel – Gitarre; Wolfgang Dauner – Piano, Orgel, Synthesizer, Oboe, Perkussion; Eberhard Weber – Bass; Jörg Gebhardt – Schlagzeug, Perkussion; Karl Friedrich, Dieter Eppler, Inge Brandenburg, Heide Rohweder, Christel König, Hans Timerding, Peter Schmitz, Dieter Süverkrüp, Erwin Scherschel, Hans-Jörg Assmann, Wolfgang Höper – Gesang |
| Hinze/Schwab/Weber/Kovacev                                  | Wide and Blue                                        | Musicians Record Co. | 1976       | 1978              | Chris Hinze – Flöte, Altflöte; Sigi Schwab – Gitarre; Eberhard Weber – Bass; Lala Kovacev – Schlagzeug |
| Benny Bailey                                                | Islands                                              | Enja Records         | 1976       | 1976              | Benny Bailey – Trompete, Flügelhorn; Siegfried Schwab – Gitarre, Sitar; Eberhard Weber – Bass; Lala Kovacev – Schlagzeug |
| Peter Rühmkorf                                              | Kein Apolloprogramm für Lyrik                        | ECM                  | 1976       | 1976              | Peter Rühmkorf – Vortrag; Wolfgang Schlüter – Vibraphon, Marimba; Michael Naura – Piano; Eberhard Weber – Bass, Cello |
| Gary Burton Quartet with Eberhard Weber                     | Passengers                                           | ECM                  | 1976       | 1977              | Pat Metheny – Gitarre; Gary Burton – Vibraphon; Steve Swallow – Bassgitarre; Eberhard Weber – Bass; Dan Gottlieb – Schlagzeug |
| United Jazz + Rock Ensemble                                 | Live Im Schützenhaus                                 | Mood                 | 1977       |                   | Ian Carr – Trompete; Ack van Rooyen – Trompete, Flügelhorn; Albert Mangelsdorff – Posaune; Charlie Mariano – Alt- und Sopransaxophon, Nagaswaram; Barbara Thompson – Tenor- und Sopransaxophon, Flöte; Volker Kriegel – Gitarre; Wolfgang Dauner – Piano, Clavinet, Synthesizer; Eberhard Weber – Bass; Jon Hiseman – Schlagzeug |
| Pat Metheny                                                 | Watercolors                                          | ECM                  | 1977       |                   | Pat Metheny – Gitarre; Lyle Mays – Piano; Eberhard Weber – Bass; Dan Gottlieb – Schlagzeug |
| Siegfried Fietz                                             | Von guten Mãchten wunderbar geborgen                 | Abakus               | 1977       |                   | Siegfried Fietz – Gesang; Helga Amper, Charlotte Bruhn, Angelika Tiefenböck, Alo Schnurrer, Wolfgang Schulz – Chor; Silos Pohanka, Walter Rab – Trompete, Flügelhorn; Werner Engold – Posaune; Hans Wolf – Englischhorn, Flöte, Saxophon; Siegfried Schwab – Gitarre; Mladen Franko – Keyboards; Eberhard Weber – Bass; Lala Kovacev – Schlagzeug; Streicher der Münchner Philharmoniker |
| Verschiedene                                                | Norddeutscher Rundfunk – Jazzworkshop ’77            |                      |            |                   | Eberhard Weber ist beim Titel Be-Bop Rock von Wolfgang Dauner zu hören mit dem United Jazz + Rock Ensemble: Ian Carr – Trompete; Ack van Rooyen – Flügelhorn; Albert Mangelsdorff – Posaune; Charlie Mariano – Altsaxophon; Barbara Thompson – Tenorsaxophon; Volker Kriegel – Gitarre; Wolfgang Dauner – Piano; Eberhard Weber – Bass; Jon Hiseman – Schlagzeug |
| United Jazz + Rock Ensemble                                 | Teamwork                                             | Mood                 | 1978       |                   | Ian Carr – Trompete; Ack van Rooyen – Trompete, Flügelhorn; Albert Mangelsdorff – Posaune; Charlie Mariano – Alt- und Sopransaxophon; Barbara Thompson – Tenor- und Sopransaxophon; Volker Kriegel – Gitarre; Wolfgang Dauner – Piano, Synthesizer; Eberhard Weber – Bass; Jon Hiseman – Schlagzeug |
| Martin Kolbe/ Ralf Illenberger                              | Waves                                                | Mood                 | 1978       |                   | Martin Kolbe, Ralf Illenberger – Akustikgitarren; Eberhard Weber – Bass |
| Verschiedene                                                | Pop Jazz International                               | Amiga                | 1978       |                   | Eberhard Weber ist bei seinem Titel Yellow Fields zu hören mit Eberhard Weber Colours: Charlie Mariano – Sopransaxophon; Rainer Brüninghaus – Keyboards; Eberhard Weber – Bass; John Marshall – Schlagzeug |
| Jan Garbarek Group                                          | Photo with...                                        | ECM                  | 1978       | 1978              | Jan Garbarek – Tenor- und Sopransaxophon; Bill Connors – Gitarre; John Taylor – Piano; Eberhard Weber – Bass; Jon Christensen – Schlagzeug |
| United Jazz + Rock Ensemble                                 | The Break Even Point                                 | Mood                 | 1979       |                   | Ian Carr, Ack van Rooyen, Kenny Wheeler – Trompete, Flügelhorn; Albert Mangelsdorff – Posaune; Charlie Mariano – Alt- und Sopransaxophon; Barbara Thompson – Tenor- und Sopransaxophon; Volker Kriegel – Gitarre; Wolfgang Dauner – Piano, Synthesizer; Eberhard Weber – Bass; Jon Hiseman – Schlagzeug |
| Verschiedene                                                | Norddeutscher Rundfunk – Jazzworkshop ’79            | NDR                  | 1979       |                   | Eberhard Weber ist bei dem Titel Entering von Jan Garbarek zu hören mit: Jan Garbarek – Tenorsaxophon; Bill Connors – Gitarre; John Taylor – Orgel, Piano; Eberhard Weber – Bass; Jon Christensen – Schlagzeug |
| Martin Kolbe/Ralf Illenberger                               | Colouring The Leaves                                 | Mood                 | 1979       |                   | Eberhard Weber ist bei den Titeln Emotions und Colouring The Leaves von Martin Kolbe und Ralf Illenberger zu hören mit: Martin Kolbe, Ralf Illenberger – Akustikgitarren, Gesang; Wolfgang Dauner – Piano, Clavinet; Eberhard Weber – Bass |
| Hannes Wader                                                | Wieder unterwegs                                     | Pläne                | 1979       |                   | Hannes Wader – Gesang, Gitarre; Martin Kolbe, Ralf Illenberger – Gitarre; Eberhard Weber – Bass; Lutz Berger – Violine; Jörg Suckow – Cello |
| Jazzensemble des Hessischen Rundfunks                       | Atmospheric Conditions Permitting                    | ECM                  | 1981       | 1995?             | Eberhard Weber ist bei dem Titel Niemandsland von Ralf-R. Hübner zu hören mit: Emil Mangelsdorff – Flöte; Joki Freund – Sopransaxophon; Christof Lauer – Tenorsaxophon; Bill Frisell – Gitarre; Joerg Reiter – Piano; Eberhard Weber, Günter Lenz – Bass; Ralf-R. Hübner – Schlagzeug |
| Volker Kriegel                                              | Journal                                              | Mood                 | 1981       |                   | Manfred Hofbauer – Flöte; Volker Kriegel – Gitarre, Synthesizer; Ralf Illenberger, Martin Kolbe, Friedemann Witecka – Akustikgitarre; Wolfgang Schlüter – Vibraphon, Marimba; Thomas Bettermann – Piano; Hans-Peter Ströer – Keyboards, Bassgitarre; Capo Meyer – Bassgitarre; Eberhard Weber – Bass; Ralf Hübner – Schlagzeug; Evert Fraterman – Schlagzeug; Ernst Ströer – Perkussion |
| United Jazz + Rock Ensemble                                 | Live in Berlin                                       | Mood                 | 1981       |                   | Ian Carr, Ack van Rooyen, Kenny Wheeler – Trompete, Flügelhorn; Albert Mangelsdorff – Posaune; Charlie Mariano – Alt- und Sopransaxophon; Barbara Thompson – Tenor- und Sopransaxophon; Volker Kriegel – Gitarre; Wolfgang Dauner – Piano, Synthesizer; Eberhard Weber – Bass; Jon Hiseman – Schlagzeug |
| Jan Garbarek                                                | Paths, Prints                                        | ECM                  | 1981       | 1982              | Jan Garbarek – Tenor- und Sopransaxophon, Flöten; Bill Frisell – Gitarre; Eberhard Weber – Bass; Jon Christensen – Schlagzeug |
| Mariano/van Rooyen/Schwab/ Weber/Kovacev                    | Some Kind of Changes                                 | Calig                | 1982       | 1982              | Ack van Rooyen – Trompete; Charlie Mariano – Sopransaxophon; Siegfried Schwab – Gitarre; Eberhard Weber – Bass; Lala Kovacev – Schlagzeug |
| Kate Bush                                                   | The Dreaming                                         | EMI                  |            | 1982              | Eberhard Weber ist bei dem Titel Houdini von Kate Bush zu hören mit: Kate Bush – Gesang, Piano, Synthesizer; Eberhard Weber – Bass; Stuart Elliott – Schlagzeug; Streicher arrangiert von Dave Lawson und Andrew Powell |
| Jan Garbarek Group                                          | Wayfarer                                             | ECM                  | 1983       |                   | Jan Garbarek – Tenor- und Sopransaxophon; Bill Frisell – Gitarre; Eberhard Weber – Bass; Michael DiPasqua – Schlagzeug |
| Jan Vering                                                  | Spiritual Songs – How It Feels To Be Free            | Abakus               | 1983       |                   | Jan Vering – Gesang; Pat Garcia – Gesang; Boite à Musique – Vokalensemble; Michael G. Ruby – Trompete; Hemi Jost – Flügelhorn; Don Myers, Thomas Krause – Posaune; Steven Orebaugh – Tenorsaxophon; Werner Hucks – Gitarre; Johannes Nitsch – Keyboards; Eberhard Weber – Bass; Herbert Kleinsorge – Schlagzeug, Perkussion |
| Volker Kriegel                                              | Schöne Aussichten                                    | Mood                 | 1983       |                   | Frank Loef – Tenor-, Alt- und Sopransaxophon, Flöte; Volker Kriegel – Gitarre; Wolfgang Schlüter – Vibraphon; Thomas Bettermann – Piano, Synthesizer; Hans Peter Ströer – Elektrischer Bass, Synthesizer, Piano; Eberhard Weber – Bass; Junior Weerasinghe, Michael DiPasqua, Evert Fraterman – Schlagzeug; Ernst Ströer – Perkussion |
| Manfred Schoof Orchester                                    | Reflections                                          | Mood                 | 1983       | 1984              | Manfred Schoof – Trompete, Flügelhorn; Uli Beckerhoff, Martin Drover, Jon Eardley, Reiner Winterschladen – Trompete; Hermann Breuer, Jon English, Joachim Fink, Bernd Lechtenfeld – Posaune; Gerd Dudek, Hugo Read, Joachim Ullrich, Gerhard Veeck – Saxophon; Michel Pilz – Bassklarinette; Stephan Diez – Gitarre; Tom van der Geld – Vibraphon; Rainer Brüninghaus – Piano, Synthesizer; Sigi Busch – Bass; Jo Thönes – Schlagzeug; Albert Mangelsdorff – Posaune; Wolfgang Dauner – Piano; Eberhard Weber – Bass                                               |
| Stephan Sulke                                               | Liebe gibts im Kino                                  | Intercord            | 1984       | 1984              | Eberhard Weber ist bei den Titeln Das muß doch gehn, Jeannette und Heute ich morgen du zu hören |
| United Jazz + Rock Ensemble                                 | United Live Opus Sechs                               | Mood                 | 1984       |                   | Ian Carr, Ack van Rooyen, Johannes Faber – Trompete, Flügelhorn; Albert Mangelsdorff – Posaune; Charlie Mariano – Alt- und Sopransaxophon; Barbara Thompson – Tenor- und Sopransaxophon; Volker Kriegel – Gitarre; Wolfgang Dauner – Piano, Synthesizer; Eberhard Weber – Bass; Jon Hiseman – Schlagzeug |
| Jan Garbarek Group                                          | It’s OK to Listen to the Gray Voice                  | ECM                  | 1984       |                   | Jan Garbarek – Tenor- und Sopransaxophon; David Torn – Gitarre, Gitarrensynthesizer, DX7; Eberhard Weber – Bass; Michael DiPasqua – Schlagzeug |
| Kate Bush                                                   | Hounds of Love                                       | EMI                  | 1985       |                   | Eberhard Weber ist bei den Titeln Mother Stands For Comfort und Hello Earth von Kate Bush zu hören mit: Kate Bush – Gesang, Piano, Synthesizer; Eberhard Weber – Bass; Stuart Elliott – Schlagzeug |
| Jon Hiseman                                                 | About Time Too!                                      | TM Records           | 1985       |                   | United Jazz + Rock Ensemble: Ian Carr, Ack van Rooyen, Kenny Wheeler – Trompete, Flügelhorn; Albert Mangelsdorff – Posaune; Charlie Mariano, Barbara Thompson – Saxophon; Volker Kriegel – Gitarre; Wolfgang Dauner – Piano, Synthesizer; Eberhard Weber – Bass; Jon Hiseman – Schlagzeug Barbara Thompson’s Paraphernalia: Barbara Thompson, Saxophon – Flöte; Rod Dorothy – Violine; Steve Melling – Keyboards; Dave Ball – Bassgitarre; Jon Hiseman – Schlagzeug                                                                                                |
| United Jazz + Rock Ensemble                                 | Round Seven                                          | Mood                 | 1987       |                   | Ian Carr, Ack van Rooyen, Johannes Faber – Trompete, Flügelhorn; Albert Mangelsdorff – Posaune; Charlie Mariano – Alt- und Sopransaxophon; Barbara Thompson – Tenor- und Sopransaxophon; Volker Kriegel – Gitarre; Wolfgang Dauner – Piano, Synthesizer; Eberhard Weber – Bass; Jon Hiseman – Schlagzeug; Florian Dauner – Schlagzeug |
| Jan Garbarek                                                | Legend of the Seven Dreams                           | ECM                  | 1988       |                   | Jan Garbarek – Tenor- und Sopransaxophon, Flöte; Rainer Brüninghaus – Keyboards; Eberhard Weber – Bass; Nana Vasconcelos – Perkussion |
| Kate Bush                                                   | The Sensual World                                    | Columbia             | 1989       |                   | Eberhard Weber ist bei den Titeln Never Be Mine und Walk Straight Down The Middle von Kate Bush zu hören mit: Kate Bush – Gesang, Piano, Synthesizer; Eberhard Weber – Bass; Stuart Elliott – Schlagzeug; Charlie Morgan – Schlagzeug; Davey Spillane – Uillean pipes; Trio Bulgarka (Yanka Rupkhina, Eva Georgieva, Stoyanka Boneva) – Gesang |
| Verschiedene                                                | Nattjazz 20 År                                       | Grappa               | 1989       |                   | Garbarek Group mit Mari Boine Persen: Mari Boine Persen – Gesang; Jan Garbarek – Tenor- und Sopransaxophon; Rainer Brüninghaus – Keyboards; Eberhard Weber – Bass; Nana Vasconcelos – Perkussion |
| Jan Garbarek                                                | I Took Up the Runes                                  | ECM                  | 1990       |                   | Jan Garbarek – Tenor- und Sopransaxophon; Rainer Brüninghaus – Piano; Eberhard Weber – Bass; Manu Katché – Schlagzeug; Nana Vasconcelos – Perkussion; Bugge Wesseltoft – Synthesizer; Ingor Ántte Áilu Gaup – Gesang |
| Christian Demand                                            | Wenn du mich brauchst                                | Teldec               | 1989–1990  | 1990              | Christian Demand – Gesang, Komposition; J. Timmermann – Komposition; Peter Weihe – Gitarre, Bass; Eberhard Weber – Bass; Curt Cress – Schlagzeug; Hermann Weindorf – Keyboards, Akkordeon; Mats Björklund – Keyboard, Programming; Christine Sargent – Gesang; John Davis – Rap |
| Sigi Schwab & Friends                                       | Amazonas                                             |                      |            | 1992              | Eberhard Weber ist bei dem Titel Ode No. 1 zu hören |
| Serge Weber                                                 | Luohtitt                                             | Radio Bremen 2       | 1992       |                   | Paul McCandless – Oboe, Sopran- und Sopraninosaxophon, Bassklarinette; Michael Berger – Keyboards; Eberhard Weber – Bass; Helge Andreas Norbakken – Perkussion; Mitglieder des Gewandhausorchesters Leipzig; Serge Weber – Dirigent |
| Jan Garbarek                                                | Twelve Moons                                         | ECM                  | 1992       |                   | Jan Garbarek – Tenor- und Sopransaxophon, Synthesizer; Rainer Brüninghaus – Piano, Synthesizer; Eberhard Weber – Bass; Manu Katché – Schlagzeug; Marilyn Mazur – Perkussion; Agnes Buen Garnas – Gesang; Mari Boine – Gesang |
| Graeme Revell                                               | Body of Evidence                                     | RCA                  | 1992–1993  |                   | Graeme Revell – Synthesizer; Eberhard Weber – Bass; Mitglieder des Münchner Philharmonischen Orchesters, dirigiert von Tim Simonec; Darlene Koldenhoven, Donna Davidson, Bobby Page, Linda Harmon, John Laird, Gene Merlino – Gesang |
| Jan Garbarek                                                | Visible World                                        | ECM                  | 1995       |                   | Jan Garbarek – Tenor- und Sopransaxophon, Synthesizer, Perkussion, Klarinette; Rainer Brüninghaus – Piano, Synthesizer; Eberhard Weber – Bass; Manu Katché – Schlagzeug; Marilyn Mazur – Perkussion; Trilok Gurtu – Tabla; Mari Boine – Gesang |
| Jan Garbarek                                                | Rites                                                | ECM                  | 1998       |                   | Jan Garbarek – Tenor- und Sopransaxophon, Synthesizer, Perkussion; Rainer Brüninghaus – Piano, Synthesizer; Bugge Wesseltoft – Synthesizer, Akkordeon; Eberhard Weber – Bass; Marilyn Mazur – Schlagzeug, Perkussion; Mitglieder des Chores Sølvguttene – Gesang |
| Andreas Georgiou                                            | Vananda                                              | Libra Music          | 1998       |                   | Savina Yiannatou – Gesang; Floros Floridis – Sopransaxophon; Alfred Shtuni – Violine; Andreas Georgiou – Gitarre, E-Gitarre; Kora Michaelian – Piano; Eberhard Weber – Bass; Yerevan Symphonic Orchestra |
| The German Jazz Masters                                     | Old Friends                                          | ACT                  | 2000       |                   | Manfred Schoof – Trompete, Flügelhorn; Albert Mangelsdorff – Posaune; Klaus Doldinger – Saxophon; Wolfgang Dauner – Piano; Eberhard Weber – Bass; Wolfgang Haffner – Schlagzeug |
| Reto Weber                                                  | Percussion Orchestra meets Phong Lan Orchestra Hanoi | Reto Weber-CD        | 2002       | 2002              | Michael Riessler – Bassklarinette, Saxophon; Reto Weber – Schlagzeug; Djamchid Chemirani – Zarb; Christy Doran – Gitarre; Eberhard Weber – Bass; Muthuswany Balasubramoniam – Mridangam; Ho Hoai Anh – Monochord; Nguyen Hong Thai – Schlagzeug; Nguyen The Dan – Koh-ni, Bau, Bass; Nguyen Thu Thuy – T’ung, Tam Thap luc; Trieu Tien Vuong – Flöte, Bamboo; Vu Thi Mai Phuong – Ty ba, Kloongput |
| Andreas Georgiou                                            | Asate                                                | Libra Music          | 2002–2003  | 2003              | Savina Yiannatou – Gesang; Harris Lamprakis – Kaval; Andreas Georgiou – Gitarre, Gesang; Eberhard Weber – Bass; Airto Moreira – Perkussion, Gesang |
| Simone Guiducci                                             | Slang                                                | Abeat                | 2003       |                   | Kyle Gregory – Trompete; Matthew Renzi – Tenorsaxophon, Klarinette; Simone Guiducci – akustische Gitarre; Eberhard Weber – Bass; Stefano Bagnoli – Schlagzeug; Antonio Zambrini – Piano; Fausto Beccalossi – Akkordeon |
| Kate Bush                                                   | Aerial                                               | Novercia/EMI         |            | 2005              | Kate Bush – Gesang, Piano, Keyboards; Peter Erskine, Stuart Elliot, Steve Sanger – Schlagzeug; Eberhard Weber, John Giblin, Del Palmer – Bass; Bosco D’Oliveira – Perkussion; Dan McIntosh – Gitarre; Gary Brooker – Hammond-Orgel; Rolf Harris – Didgeridoo; Lol Creme, Gary Brooker, Paddy Bush, Michael Wood – Gesang; Chris Hall – Akkordeon; Richard Campbell, Susan Pell – Violine; Eligio Quinteira – Renaissance-Gitarre; Robin Jeffrey – Renaissance-Perkussion; London Metropolitan Orchestra – Orchesterpassagen; Michael Kamen – Orchesterarrangements |
| Andreas Georgiou                                            | Jua Ni Juu                                           | Emse/CON             | 2006       | 2007              | Paul McCandless – Sopransaxophon; Andreas Georgiou – akustische und elektrische Gitarre; Eberhard Weber – Bass; Mark Walker – Schlagzeug, Perkussion |

## Kompilationen
| Album               | Musiklabel | Auf- nahme       | Veröffent-lichung | Besetzung |
| ------------------- | ---------- | ---------------- | ----------------- | --- |
| Works               | ECM        | 1985             | 1985              | Eberhard Weber – Bass, Cello; Charlie Mariano – Flöte; Ralph Towner – Gitarre; John Marshall, Jon Christensen – Schlagzeug; Jon Christensen – Perkussion; Rainer Brüninghaus – Keyboards, Piano; Charlie Mariano, Jan Garbarek – Sopransaxophon; Cellisten des Südfunk Symphonieorchesters Stuttgart – Cello; Mitglieder des Philharmonic Orchestra Oslo |
| Selected Recordings | ECM        |                  | 2004              | |
| Colours             | ECM        | 1975, 1977, 1980 | 2009              | Charlie Mariano – Sopransaxophon, Flöten, Shenai, Nadaswaram; Rainer Brüninghaus – Keyboards, Piano, Synthesizer; Eberhard Weber – Bass; John Marshall – Schlagzeug, Perkussion |

## Musikalische Ehrungen
| Formation / Künstler | Album                    | Musiklabel | Aufnahme | Veröffentlichung | Besetzung |
| --- | ------------------------ | ---------- | -------- | ---------------- | --- |
| Pat Metheny, Jan Garbarek, Gary Burton, Scott Colley, Danny Gottlieb, Paul McCandless, Michael Gibbs, Helge Sunde, SWR Big Band | Hommage À Eberhard Weber | ECM        | 2015     | 2015             | Matthias Erlewein – Altsaxophon (SWR Big Band), Flöte (SWR Big Band), Piccolo Flöte (SWR Big Band), Klarinette (SWR Big Band); Klaus Graf – Altsaxophon (SWR Big Band), Sopransaxophon (SWR Big Band), Klarinette (SWR Big Band); Libor Šíma, Rainer Tempel, Ralf Schmid – Arrangement; Michael Gibbs – Arrangement, Dirigent; Pierre Paquette – Baritonsaxophon (SWR Big Band), Bassklarinette (SWR Big Band); Decebal Badila – Bass (SWR Big Band); Georg Maus – Bassposaune (SWR Big Band); Helge Sunde – Dirigent (SWR Big Band); Scott Colley – Kontrabass; Danny Gottlieb – Schlagzeug; Guido Jöris – Schlagzeug (SWR Big Band), Perkussion (SWR Big Band); Paul McCandless – Englischhorn, Sopransaxophon; Pat Metheny – Gitarre; Klaus-Peter Schöpfer – Gitarre (SWR Big Band); Klaus Wagenleiter – Piano (SWR Big Band), Keyboards (SWR Big Band); Jan Garbarek – Sopransaxophon; Axel Kühn – Tenorsaxophon (SWR Big Band), Flöte (SWR Big Band), Piccoloflöte (SWR Big Band), Klarinette (SWR Big Band); Andi Maile – Tenorsaxophon (SWR Big Band), Sopransaxophon (SWR Big Band), Flöte [Altflöte] (SWR Big Band), Klarinette (SWR Big Band); Ian Cumming, Marc Godfroid – Posaune (SWR Big Band); Ernst Hutter – Posaune (SWR Big Band), Euphonium (SWR Big Band); Felice Civitareale, Karl Farrent, Martin Auer, Nemanja Jovanovic, Rudi Reindl – Trompete, Flugelhorn (SWR Big Band); Gary Burton – Vibraphon |